# Landry Chauvin
Landry Chauvin, né le 7 décembre 1968 à Château-Gontier (Mayenne) est un entraîneur de football français. Formateur au Stade rennais pendant quinze ans, il devient entraîneur de clubs professionnels à partir de 2008, avant de revenir à la formation en 2014 puis d'intégrer la DTN en 2020, comme sélectionneur d'équipes nationales.

## Biographie

### Carrière de joueur (1976-1992)
Landry Chauvin joue dans les catégories jeunes à l'Association Sportive de Chemazé, puis un an à l'Ancienne Château-Gontier, avant d'intégrer le centre de formation du Stade lavallois. En avril 1983 il dispute le Tournoi de Montaigu avec Laval. En avril 1984, il dispute la Coupe nationale des cadets avec la sélection de la Ligue du Maine. Il affronte notamment les jeunes Nantais Didier Deschamps et Marcel Desailly, de la Ligue Atlantique. À l'issue de cette compétition, il fait partie des 22 cadets retenus par la DTN pour un stage national. Il joue quelques matches de Division 3 sous la houlette de Bernard Maligorne mais ne devient pas professionnel au Stade lavallois, et après son baccalauréat, rejoint l'AS Vitré.

### Formateur au Stade rennais (1992-2007)
En 1990 il obtient une maîtrise en management du sport à l'université de Rennes 2. Champion de France universitaire en 1987 et international universitaire, il devient entraîneur des jeunes à l'AS Vitré, puis occupe la même fonction au centre de formation du Stade rennais où il passera quinze ans, de 1992 à 2007. Il possède depuis 1998 le BEFF (brevet d'entraîneur formateur de football), qui permet d'encadrer un centre de formation professionnel. Landry Chauvin a alors sous ses ordres de nombreux futurs professionnels et mène plusieurs « générations dorées » vers des titres dans les équipes de jeunes.

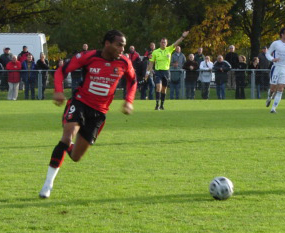
Avec Jimmy Briand, l'équipe de Landry Chauvin remporte la Coupe Gambardella 2003.

C'est ainsi qu'en 2003, sous ses ordres, les 18 ans rennais, avec Faty, Bourillon, Gourcuff et Briand, remportent la Coupe Gambardella. Une année plus tard, il mène les mêmes joueurs vers le titre de champion de France des réserves professionnelles. Cette performance est rééditée trois ans plus tard avec une équipe cette fois composée de joueurs comme Lemoine, Oniangue, Dembélé, Kembo Ekoko ou Badiane.
À l'été 2007, Landry Chauvin est finalement promu entraîneur-adjoint auprès de Pierre Dréossi. Lorsque celui-ci démissionne de son poste en décembre 2007 et est remplacé par Guy Lacombe, Landry Chauvin décide de quitter le Stade rennais. Il reste six mois au chômage.

### Entraîneur de clubs professionnels (2008-2014)
Après avoir obtenu en 2008 son diplôme d'entraîneur professionnel de football (DEPF), lui permettant d'entraîner un club de niveau Ligue 1 ou Ligue 2, il est nommé - à la surprise générale - entraîneur du CS Sedan-Ardennes (L2) en remplacement de José Pasqualetti, le 26 mai 2008. En mai 2009, il prolonge son contrat le liant avec le CS Sedan-Ardennes jusqu'en juin 2011. En 2011 il fait partie des quatre nommés pour le trophée UNFP de meilleur entraîneur de Ligue 2.
Il signe au FC Nantes en juin 2011. Après une saison qui voit son équipe alterner haut et bas et terminant à la 9e place du championnat, il résilie au terme de la saison son contrat avec le FC Nantes pour s'engager pour la première fois en Ligue 1, à Brest. Il y signe un contrat de deux ans. À huit journées de la fin du championnat, alors que Brest figure à la 18e place, Chauvin est limogé le 2 avril 2013.
En 2013-2014 il participe à « Dix mois vers l'emploi », programme développé par l'UNECATEF à destination des entraîneurs sans club,. Il retrouve un poste d'entraîneur début 2014 en étant nommé au Club africain en Tunisie. Cette expérience est de courte durée : après seulement cinq semaines, il est limogé en raison de ses mauvais résultats.

### Retour à la formation (2014-2019)
Le 22 septembre 2014, il est nommé directeur du centre de formation du Stade Malherbe de Caen,.
En février 2015, il quitte la direction du centre de formation de Caen pour revenir à Rennes où il avait déjà occupé les mêmes fonctions entre 1992 et 2007,.
En 2019 il est nommé entraîneur adjoint de la sélection du Maroc.

### Sélectionneur à la DTN (depuis 2020)
Le 1er juillet 2020 il intègre la direction technique nationale de la FFF, où il est successivement responsable des équipes de France U18, U19 puis U20. En juin 2022 il atteint les demi-finales de l'Euro U19, ce qui qualifie les Bleuets pour la Coupe du monde U-20, disputée en 2023 en Argentine. Lors de cette Coupe du monde, la France est éliminée dès la phase de groupe après des défaites contre la Corée du Sud et la Gambie.

## Carrière d'entraîneur
| Saison    | Club              | Pays | Division | Classement | Matches | Victoires | Nuls | Défaites |
| 2008-2009 | CS Sedan-Ardennes |      | Ligue 2  | 9e         | 38      | 13        | 12   | 13       |
| 2009-2010 | CS Sedan-Ardennes |      | Ligue 2  | 12e        | 38      | 11        | 16   | 11       |
| 2010-2011 | CS Sedan-Ardennes |      | Ligue 2  | 5e         | 38      | 15        | 14   | 9        |
| 2011-2012 | FC Nantes         |      | Ligue 2  | 9e         | 38      | 14        | 9    | 15       |
| 2012-2013 | Stade brestois    |      | Ligue 1  | 18e        | 30      | 8         | 5    | 17       |
| 2013-2014 | Club africain     |      | Ligue I  | 2e         | 7       | 2         | 3    | 2        |

## Palmarès
- Vainqueur de la Coupe Gambardella en 2003 ;
- Champion de France des réserves professionnelles en 2004 et 2007 ;
- Finaliste du Championnat de France des réserves professionnelles en 2006.